# Невское (Московская область)
Не́вское — село в Воскресенском муниципальном районе Московской области. Входит в состав сельского поселения Фединское. Население — 359 чел. (2010).

## География
Село Невское расположено в юго-западной части Воскресенского района, примерно в 7 км к юго-западу от города Воскресенска. Высота над уровнем моря 150 м. В 2 км к западу от деревни протекает река Похрянка. Ближайший населённый пункт — деревня Грецкая.

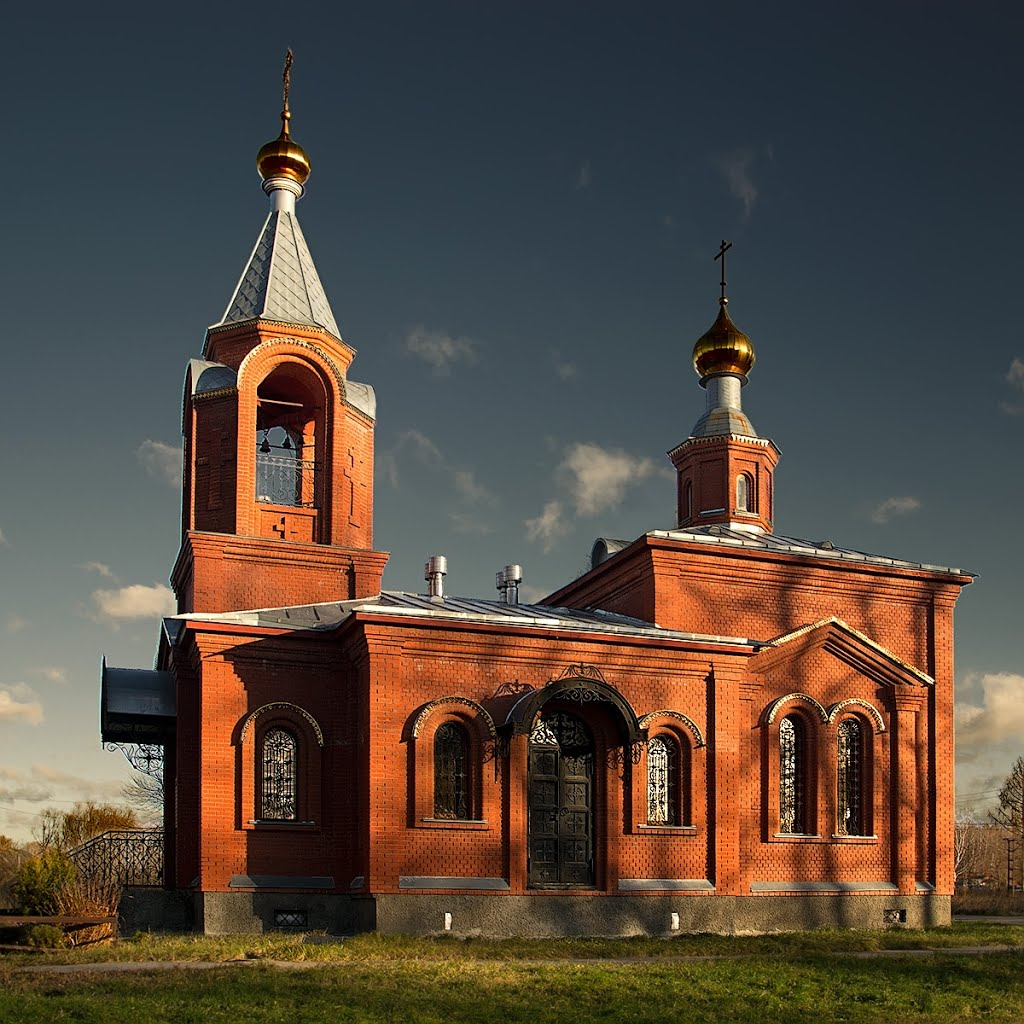
Церковь Александра Невского в селе Невское. Вид с другой стороны

## Название
Название по храму во имя благоверного кн. Александра Невского, построенного в селе. Наименование присвоено в 2005 году.

## История
Село образовано в 2005 году на территории Степанщинского сельского округа Воскресенского района.
До муниципальной реформы 2006 года Невское входило в состав Степанщинского сельского округа Воскресенского района.

## Население
| 2010 |
| ---- |
| 359  |